# Мичуринское (Гусевский район)
Мичуринское — посёлок в Гусевском городском округе Калининградской области.

## Власть
Входит в состав Гусевского городского поселения.

## Население
| 2002 | 2010 |
| ---- | ---- |
| 56   | ↘41  |